# Stephanopis verrucosa
Stephanopis verrucosa là một loài nhện trong họ Thomisidae.
Loài này thuộc chi Stephanopis. Stephanopis verrucosa được Hercule Nicolet miêu tả năm 1849.